# Лондонград
„Лондонград“ е руски телевизионен сериал, екшън комедия за злополуките на руските жители на Лондон.
Това е първият филм по руска телевизия, който почти изцяло е заснет в столицата на Великобритания. Телевизионният сериал е създаден от „Спутник Восток Продакшн“ по поръчка на телевизионния канал СТС. Авторите решиха да приемат фразата „Познайте нашите!“, като лозунг на филма.
Премиерата на пилотния епизод се състоя на три интернет сайта kinopoisk.ru, ctc.ru и videomore.ru на 4 септември 2015 г., 3 дни преди телевизионното излъчване.
Излъчен е по канала СТС от 7 септември до 22 октомври 2015 г. Новите епизоди се излъчват от понеделник до четвъртък от 22:00.
В България сериалът е излъчен на 9 март 2021 г. по bTV Action от понеделник до петък от 20 ч., с български дублаж на Саунд Сити Студио. Ролите се озвучават от Ирина Маринова, Ралица Стоянова, Станислав Пищалов, Константин Лунгов и Иван Велчев. Режисьор на дублажа е Тодор Георгиев.